# Aromobates nocturnus
Aromobates nocturnus är en groddjursart som beskrevs av Myers, Paolillo O. och Daly 1991. Aromobates nocturnus ingår i släktet Aromobates och familjen Aromobatidae. IUCN kategoriserar arten globalt som akut hotad. Inga underarter finns listade i Catalogue of Life.